# Luis Marte
Luis Alfredo Marte (nacido el 26 de agosto de 1986 en San Cristóbal) es un lanzador dominicano que pertenece a los Tigres de Detroit en las Grandes Ligas de Béisbol.
Marte fue llamado desde las ligas menores a las Grandes Ligas el 1 de septiembre de 2011 contra los Reales de Kansas City.

## Ligas Menores
Obtuvo su Firma por los Tigres del Licey en el año 2005 cuando tenía la edad de 19 años. En el año 2006 se registró una efectividad de 1.38, mientras lanzaba 90 ponches en 60 entradas para los Tigres de la liga dominicana de verano.
Martes lanzó en tres niveles en el año 2008, obteniendo una efectividad de 1.98 en 7 aperturas para los (A) Lakeland Flying Tigers. Luego fue transferido a (AA) donde obtuvo una efectividad de 5.05 en 10 aperturas.

## Ligas Mayores
Luis Martes fue promovido a los niveles de la Grandes Ligas el 1 de septiembre del año 2011. Para lo que restaba de temporada obtuvo un récord de 1-0 con una efectividad de 2.45 en 3.2 entradas de relevo para los Tigres.
Le realizaron una invitación para los entrenamientos de primavera con los Tigres en marzo del año 2012, en la que obtuvo un récord de 2-0 y una efectividad de 2.08 en nueve apariciones. Como resultado, fue nombrado a la lista de Ligas Mayores el 30 de marzo del año 2012. Sin embargo, el marte siguiente, durante el último partido, sufrió una lesión en el tendón de la corva y se vio obligado a iniciar la temporada en la lista de lesionados. Durante junio del año 2013, Martes se sometió a cirugía del hombro derecho, lo que puso fin a su temporada en el 2013.
El 11 de diciembre del año 2013, Martes fue designado para hacer espacio en el roster de 40 hombres para Rajai Davis. Se aclaró la renuncia en 16 de diciembre y fue asignado a Toledo. Fue puesto en Liberta por los tigres.